# Нагороди Грецької кіноакадемії
Нагороди Грецької кіноакадемії (грец. Βραβεία Ελληνικής Ακαδημίας Κινηματογράφου) — нагороди, якими щорічно з 2010 року Грецькою кіноакадемією нагороджуються найкращі представники національного кіновиробництва. Нагороди Грецької кіноакадемії почали вручатися після припинення нагородження Державними кінонагородами Греції, які вручалися в рамках проведення Міжнародного кінофестивалю у Салоніках. Перша церемонія вручення нагород відбулася 3 травня 2010 року в Афінському концерт-холлі «Мегарон».

## Категорії
- Найкращий фільм
- Найкраща режисерська робота
- Найкращий сценарист/сценаристка
- Найкращий актор
- Найкраща акторка
- Найкращий актор другого плану
- Найкраща акторка другого плану
- Найкраща операторська робота
- Найкраща музика
- Найкращий монтаж
- Найкраща робота художника-постановника/художниці-постановниці
- Найкращий дизайн костюмів
- Найкращий звук
- Найкращий грим
- Найкращі спеціальні & візуальні ефекти
- Найкращий режисерський дебют
- Найкращий документальний фільм
- Найкращий короткометражний фільм